# 파타 모르가나

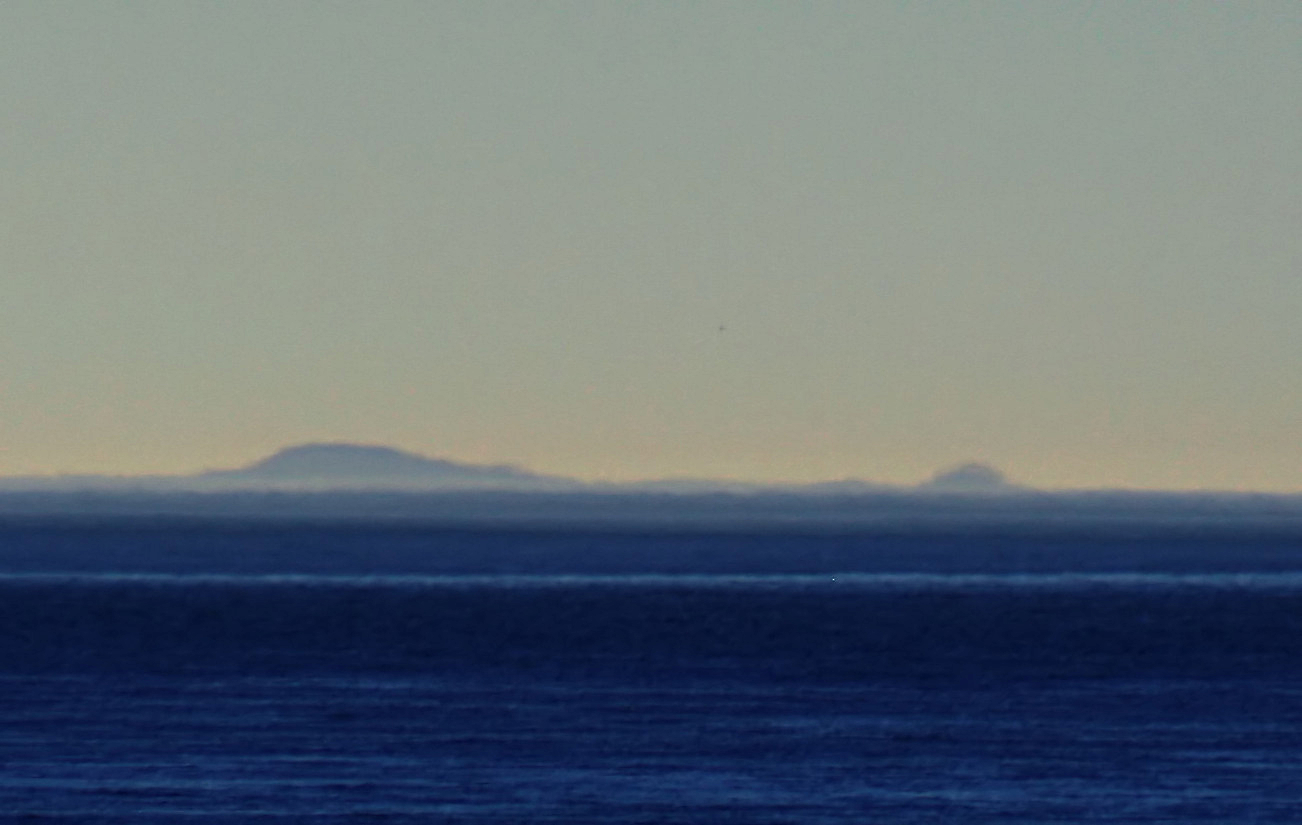
캘리포니아 패럴런 군도의 파타 모르가나. 저 위치에 진짜 섬은 없다.

파타 모르가나(이탈리아어: Fata Morgana [ˈfaːta morˈɡaːna][*])는 신기루의 일종으로, 지평선 위에 발생하는 거대한 신기루다.
“파타 모르가나”란 아서왕 전설의 등장인물 모르간 르 페이의 이탈리아어 번역이다. 메시나해협에서 출몰하는 것에 이러한 이름이 붙었으며, 옛날에는 공중에 떠 있는 요정들의 성관이나 모르간 르 페이의 요술로 만들어진 허깨비 같은 것이라고 여겼다.
파타 모르가나는 원본이 되는 물체를 상당히 뒤틀어 놓은 확대상으로 나타나며, 어떨 때는 원본을 거의 알아볼 수 없을 정도로 나타나기도 한다. 지상, 해상, 극지의 빙설 위, 사막 위에서 발견되며, 멀리 지나가는 선박, 섬, 해안선 등 무엇이든 원본이 될 수 있다.
파타 모르가나의 생성 원인은 대기 중에 Atmospheric duct가 형성되었을 때 역전층을 통과하는 광선이 굴절되는 것이다. 이런 특수한 신기루가 생기기 위해서는 역전층만으로는 충분하지 않고 Atmospheric duct가 있어야 한다. Atmospheric duct는 역전층이 있어야 만들어지지만 역전층이 있다고 항상 Atmospheric duct가 만들어지는 것은 아니다.

## 같이 보기
- 대기광학
- 브로켄의 요괴
- 녹색 광선
- 파타 모르가나의 저택